# Red Hot Rhythm
Red Hot Rhythm is een Amerikaanse muziekfilm uit 1929 onder regie van Leo McCarey.

## Verhaal
De liedjesschrijver Walter heeft verkering met de nachtclubzangeres Mary. Hij verdient geld door excentrieke muzikanten te steunen. Walter maakt het uit met Mary, omdat ze praat met een legitieme muziekproducent. Hij leert daarna Claire kennen en neemt haar in dienst als secretaresse. Als Walter ontdekt dat Claire een affaire heeft, keert hij terug naar Mary.

## Rolverdeling
| Acteur           | Personage        |
| ---------------- | ---------------- |
| Alan Hale        | Walter           |
| Kathryn Crawford | Mary             |
| Walter O'Keefe   | Sam              |
| Josephine Dunn   | Claire           |
| Anita Garvin     | Mable            |
| Ilka Chase       | Mevrouw Fioretta |
| Ernest Hilliard  | Eddie Graham     |
| Harry Bowen      | Whiffle          |
| James Clemens    | Singe            |